# Sociedad Deportiva Balmaseda Fútbol Club
La Sociedad Deportiva Balmaseda Fútbol Club, chiamato comunemente Balmaseda, è una società calcistica con sede nell'omonima cittadina, nei Paesi Baschi, in Spagna.
Gioca nella Tercera División, la quarta serie del campionato spagnolo.

## Stagioni
| Stagione | Categoria | Posizione |
| -------- | --------- | --------- |
| 1948-55  | Cat. reg. | —         |
| 1955/56  | 3ª        | 8°        |
| 1956/57  | 3ª        | 8°        |
| 1957/58  | 3ª        | 6°        |
| 1958/59  | 3ª        | 14°       |
| 1959/60  | Cat. reg. | —         |
| 1960/61  | 3ª        | 15°       |
| 1961/77  | Cat. reg. | —         |
| 1977/78  | 3ª        | 14°       |
| 1978/79  | 3ª        | 9°        |
| 1979/80  | 3ª        | 7°        |

| Stagione  | Categoria | Posizione |
| --------- | --------- | --------- |
| 1980/81   | 3ª        | 7°        |
| 1981/82   | 3ª        | 19°       |
| 1982/93   | Cat. reg. | —         |
| 1993/94   | 3ª        | 13°       |
| 1994/95   | 3ª        | 5°        |
| 1995/96   | 3ª        | 15°       |
| 1996/97   | 3ª        | 19°       |
| 1997/2011 | Cat. reg. | -         |
| 2011/12   | 3ª        | 16°       |
| 2012/113  | 3ª        | -         |

## Tornei nazionali
- 2ª División: 0 stagioni
- 2ª División B: 0 stagioni
- 3ª División: 15 stagioni